# Discus de Heckel
Symphysodon discus
Espèce
Le Discus de Heckel (Symphysodon discus) est une espèce de poissons d'eau douce qui se rencontre dans l'Amazone. Il en existe plusieurs sous-espèces très difficiles à distinguer. D'ailleurs toutes les variétés du genre Symphysodon se ressemblent beaucoup, physiquement et comportementalement et peuvent produire une grande variété d'hybrides appréciés en aquariophilie. Les conditions et précautions d'élevage sont donc communes au genre.

## Sous-espèces

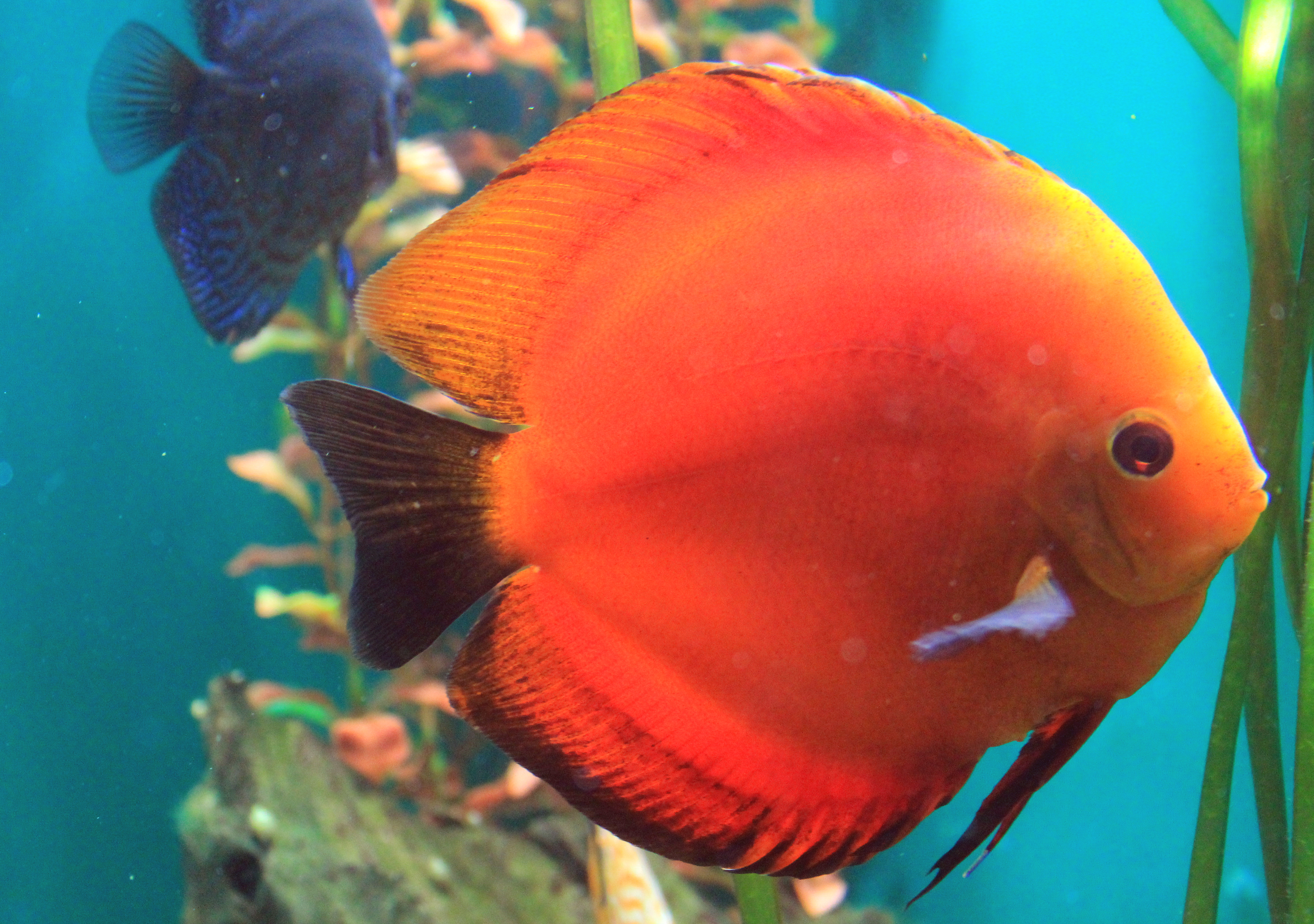
Variété rouge à l'aquarium marin de Prague

### Symphysodon discus discus(Heckel 1840)
Une seule paire d’ouvertures nasales.
Petites écailles cnétoides au nombre de 45 à 53 sur la rangée médiane et latérale, à partir de l’extrémité postérieure de la tête jusqu’à la base des rayons de la nageoire caudale.
Lèvres petites, épaisses et charnues.
On le reconnaît facilement aux trois rayures verticales fortement marquées qui traversent son corps. La première celle de l’œil, la cinquième au milieu du corps et la neuvième celle du pédoncule caudal.

On ne le rencontre que dans les eaux noires, ses zones de répartition sont bien définies : le bassin du rio Negro, le haut rio Trombetas et une partie du lago grandé Curai.
Sa robe est très particulière, les vermicules plus ou moins larges traversent le corps de part en part pour former un dessin régulier. Selon la région, sa couleur varie, dans le bassin du rio Negro, le fond du corps est rouge brique traversé par des vermicules bleu pâle. Dans le haut Trombetas, sa couleur tire au vert bouteille, certains sujets paraissent même presque noirs. Dans la région de Curai, sa couleur est jaune orangé, les pêcheurs caboclos lui ont attribué le nom de « discus or » (espagnol : acara disco ouro).

### Symphysodon discus willischwartzi
Il fut décrit par Burgess en 1981 qui publia ses conclusions dans le magazine tropical fish hobbyist. La seule différence constatée par rapport au Symphysodon discus discus est le nombre d’écailles sur la partie médiane du corps qui passe de 45-53 chez le S. d. discus à 53-59 chez le S. d. willischwartzi. C’est le seul Symphysodon discus à vivre au sud de l’Amazone, puisqu’on ne le rencontre que dans le rio Abacaxis, affluent à eaux noires du rio Madeira.

## Maintenance en aquarium
| Origine         | Bassin de l'Amazone                                  | Eau           | eau douce                     |
| Dureté de l'eau | 1-3 °GH                                              | pH            | 4,5-6,9                       |
| Température     | 27-31 °C                                             | Volume mini.  | 450 litres pour six individus |
| Alimentation    | Omnivore assez difficile préférence pour les tubifex | Taille adulte | 25 cm                         |
| Reproduction    | possible si les paramètres sont respectés            | Zone occupée  | intermédiaire                 |
| Sociabilité     | bonne, craintif                                      | Difficulté    | difficile                     |